# Giants Basket Marghera 2007-2008
La stagione 2007-2008 della Giants Basket Marghera è stata la quarta consecutiva disputata in Serie A2 femminile.

## Stagione
Sponsorizzata dalla Sernavimar, la società veneziana si è classificata al primo posto in Serie A2 e ha partecipato ai play-off. È uscita in semifinale, quindi nel primo turno, eliminata in gara-3 dalla Sea Logistic Crema.

## Verdetti stagionali
- Serie A2: (33 partite)

stagione regolare: 1º posto nel girone Nord su 16 squadre (26 vinte, 4 perse);
play-off: sconfitta in semifinale da Crema (1-2).

## Organigramma societario
Area dirigenziale
- Presidente: Maurizio Baroni
- Vicepresidente: Gilberto Cominato
- Direttore sportivo: Sergio Pedrazzini
- Segretario: Chiara Cipolato
- Dirigente responsabile: Luciano Cipolato
- Dirigente accompagnatore, stampa, marketing, logistica: Tullio Coccia
- Resp. settore giovanile: Michele Brollo

Area Tecnica
- Allenatore: Nevio Giuliani
- Vice allenatore: Nicodemo Bertoldero, Filippo Bellino
- Allenatore delle giovanili: Nicodemo Bertoldero, Claudio Granzotto
- Addetto statistiche: Tullio Coccia, Filippo Bellino
- Preparatore atletico: Ivan Lorenzon
- Addetto arbitri: Adone Agostini

Area Sanitaria
- Medico sociale: Studio Chinesi, Tommaso Cintolo

## Roster
|    | Naz.                | Ruolo | Sportivo              | Anno |     |  |  |
| -- | ------------------- | ----- | --------------------- | ---- | --- |  |  |
| 0  | Italia (bandiera)   | G     | Alberta Collarin      | 1989 | 180 |  |  |
| 4  | Italia (bandiera)   | C     | Marta Poloniato       | 1984 | 185 |  |  |
| 5  | Italia (bandiera)   | P     | Francesca Falzari     | 1974 | 175 |  |  |
| 7  | Italia (bandiera)   | P     | Valentina Costa       | 1984 | 168 |  |  |
| 8  | Italia (bandiera)   | G     | Giorgia Cusin         | 1983 | 172 |  |  |
| 11 | Lituania (bandiera) | A     | Sandra Baliutavičiūtė | 1981 | 183 |  |  |
| 12 | Italia (bandiera)   | C     | Alessia Cappuccio     | 1982 | 188 |  |  |
| 13 | Italia (bandiera)   | A     | Martina Gislon        | 1989 | 180 |  |  |
| 14 | Italia (bandiera)   | A     | Eleonora Laffi        | 1983 | 188 |  |  |
| 15 | Italia (bandiera)   | G     | Annalisa Borroni      | 1983 | 183 |  |  |
| 16 | Italia (bandiera)   | P     | Marta Granzotto       | 1992 | 175 |  |  |
| 18 | Italia (bandiera)   | G     | Claudia Longhi        | 1989 | 175 |  |  |
| 19 | Italia (bandiera)   | G     | Giulia Ferrieri       | 1988 | 175 |  |  |

## Statistiche

### Statistiche di squadra
| Competizione           | Punti | In casa | In casa | In casa | In casa | In casa | In trasferta | In trasferta | In trasferta | In trasferta | In trasferta | Totale | Totale | Totale | Totale | Totale | Totale |
| Competizione           | Punti | G       | V       | P       | Ptf     | Pts     | G            | V            | P            | Ptf          | Pts          | G      | V      | P      | Ptf    | Pts    | Diff.  |
| ---------------------- | ----- | ------- | ------- | ------- | ------- | ------- | ------------ | ------------ | ------------ | ------------ | ------------ | ------ | ------ | ------ | ------ | ------ | ------ |
| Serie A2 - Girone Nord | 52    | 15      | 14      | 1       | 1150    | 875     | 15           | 12           | 3            | 1036         | 919          | 30     | 26     | 4      | 2186   | 1794   | +392   |
| play-off               |       | 2       | 0       | 2       | 111     | 126     | 1            | 1            | 0            | 72           | 71           | 3      | 1      | 2      | 183    | 197    | -14    |
| Totale                 |       | 17      | 14      | 3       | 1261    | 1001    | 16           | 13           | 3            | 1108         | 990          | 33     | 27     | 6      | 2369   | 1991   | +378   |